# Gmina Przeciszów
Die Gmina Przeciszów ist eine Landgemeinde im Powiat Oświęcimski der Woiwodschaft Kleinpolen in Polen. Ihr Sitz ist das gleichnamige Dorf.

## Geschichte
Von 1975 bis 1998 gehörte die Gemeinde zur Woiwodschaft Bielsko-Biała.

## Gliederung
Zur Landgemeinde (gmina wiejska) Przeciszów gehören folgende Dörfer mit einem Schulzenamt:
Las, Piotrowice und Przeciszów.
Weitere Ortschaften der Gemeinde sind Podlesie und Przyrąb.